# Butler (Georgia)
Butler város az USA Georgia államában. Lakosainak száma 1881 fő (2020. április 1.).

## Népesség
A település népességének változása:
| Lakosok száma | 1775 | 1972 | 1881 |
|               | 2009 | 2010 | 2020 |